# Manuel Semprún y Pombo
Manuel de Semprún y Pombo (Madrid, 11 de setembre de 1868 - Madrid, 30 de novembre de 1929) va ser un advocat i polític espanyol.

## Biografia
Manuel era fill de José María de Semprún y Álvarez de Velasco, senador electe i vitalici i vicecònsol de Portugal, i de Carmen Pombo Fernández de Bustamante, descendent del Marquès de Bustamante.
Va estudiar Dret a la Universitat Central de Madrid i després va exercir l'advocacia a Valladolid, on va començar la seva carrera política ingressant a l'Ajuntament el 1903 com a regidor del Partit Republicà Progressista. Degut a la seva estreta relació amb Fernando Merino, un dels hereus polítics de Práxedes Mateo Sagasta, va ingressar en el Partit Liberal Fusionista, amb el que fou elegit alcalde de Valladolid el 1906-1907. A les eleccions generals espanyoles de 1910 fou escollit diputat pel districte de Valladolid En 1916 fou escollit senador per la província de Salamanca i en 1923 per la província de Cadis. Com que en les lluites de poder dins del Partit Liberal va donar suport a José Canalejas y Méndez i després al comte de Romanones, quan arribà al poder Santiago Alba Bonifaz es va apartar un temps de la vida política.
Durant la dictadura de Primo de Rivera fou nomenat governador civil de la província de Saragossa (1924-1925) i de la província de Madrid (1925-1927), així com membre de l'Assemblea Nacional Consultiva i president de la Unió de Municipis Espanyols. També fou alcalde de Madrid entre abril i desembre de 1927, quan fou destituït per un incident amb José Calvo Sotelo.